# Finanzwechsel
Der Finanzwechsel ist ein Wechsel, dem kein Waren- oder Handelsgeschäft zugrunde liegt, sondern der Geldbeschaffung dient (im Gegensatz zum Handelswechsel).
Diese Geld- bzw. Kreditbeschaffung kann z. B. dadurch erfolgen, dass ein Kreditinstitut einen Kunden berechtigt, auf das Kreditinstitut einen Wechsel zu ziehen (sogenanntes Bankakzept). Diesen Wechsel kann der Kunde dann bei dieser oder einer anderen Bank zur Diskontierung einreichen und erhält den Wechselbetrag (abzüglich Zinsen, den sogenannten Diskont, und Kosten) gutgeschrieben.
Theoretisch hat der Kunde auch die Möglichkeit, einen solchen Wechsel einem seiner Gläubiger zur Begleichung einer Verbindlichkeit mittels Indossament weiterzureichen. Der Gläubiger kann dann diesen Wechsel seinerseits bei seiner Bank zur Diskontierung einreichen und erhält den Wechselbetrag gutgeschrieben.
Bis zum Wegfall der Rediskontierungsmöglichkeit von Wechseln bei der deutschen Bundesbank waren nur sogenannte „gute Handelswechsel“ rediskontierungsfähig, keinesfalls jedoch Finanzwechsel. 